# Jennifer Kluska
Jennifer Kluska (...) è una regista, animatrice e sceneggiatrice statunitense, nota per il suo lavoro in Dc Super Hero Girls e Hotel Transylvania - Uno scambio mostruoso (Hotel Transylvania: Transformania).

## Carriera
Jennifer Kluska ha studiato animazione allo Sheridan College in Canada. 
Prima di entrare a far parte di Sony Pictures Animation, Kluska ha lavorato come story artist alla DreamWorks Animation su Bee Movie e Dragon Trainer (How to Train Your Dragon). 
Nello stesso anno, Kluska ha diretto il suo primo cortometraggio #TheLateBatsby, proiettato nelle sale prima del film Teen Titans Go! - Il film (Teen Titans Go! To the Movies). 
Il film ha portato Kluska a dirigere più episodi della serie televisiva Dc Super Hero Girls, che ha debuttato al San Diego Comic-Con del 2018. 
Kluska ha guadagnato notorietà quando ha firmato per co-diretto Hotel Transylvania - Uno scambio mostruoso, con l'animatore Derek Drymon. 
Nell'aprile 2021, ha diretto il cortometraggio Cuccioli Mostruosi: Un corto di Hotel Transylvania (Monster Pets: A Hotel Transylvania Short Film), che fa parte del franchise Hotel Transylvania.  
Nel giugno 2022, è stata assunta per co-dirigere su un prossimo film d'animazione sui Ghostbusters assiema a Chris Prynoski. 
Kluska ha precedentemente lavorato come story artist in vari film di animazione della Sony Pictures Animation tra cui Piovono polpette 2 - La rivincita degli avanzi (Cloudy with a Chance of Meatballs 2), Hotel Transylvania 2,  I Puffi - Viaggio nella foresta segreta (Smurfs: The Lost Village) e Hotel Transylvania 3 - Una vacanza mostruosa (Hotel Transylvania 3: Summer Vacation).

## Vita privata
Attualmente risiede a Marina Del Rey con suo marito Craig e i loro due gatti. 

## Filmografia

### Regista

#### Lungometraggi
- Hotel Transylvania - Uno scambio mostruoso (Hotel Transylvania: Transformania) - co-regia con Derek Drymon (2022)

#### Cortometraggi
- Cuccioli Mostruosi: Un corto di Hotel Transylvania (Monster Pets: A Hotel Transylvania Short Film) - co-regia con Derek Drymon (2021)

### Sceneggiatrice

#### Cortometraggi
- Cuccioli Mostruosi: Un corto di Hotel Transylvania (Monster Pets: A Hotel Transylvania Short Film) (2021)

### Animatrice

#### Lungometraggi
- Hotel Transylvania 2, regia di Dženndi Tartakovskij (2015)
- Hotel Transylvania 3 - Una vacanza mostruosa (Hotel Transylvania 3: Summer Vacation), regia di Dženndi Tartakovskij (2018)